# The Syn
The Syn is een Britse muziekgroep die werd opgestart in 1965.
De leden van het eerste uur waren Steve Nardelli, Chris Squire, Andrew Pryce Jackman, Martyn Adelman en John Painter. Chris Welch, van wie Close to the edge: The story of Yes verscheen, schreef dat The Syn grotendeels op Yes leek en als voorloper van die band gezien kan worden. 

## Begin
De muziekgroep begon in Noord Londen onder de naam Hight Court, met Nardelli en zijn vriend George Arzimanow op zang. De naam wordt gewijzigd in The Syn, Painter kwam op gitaar. In 1965 smolt de band samen met The Selfs, de band van waaruit Squire, Jackman en Adelman overkwamen. Een eerste optreden vond plaats op Kingsbury County Grammar School, school van Nardelli. Ze mogen van Paul Korda een promosingle opnemen: Merry-go-round. Er volgen in rap tempo personeelswisselingen, waarvan de belangrijkste de toetreding van Peter Banks (later ook Yes) is. Ze mochten twee singles opnemen voor Deram: Created by Clive/Grounded en Flowerman/14 hour technicolour dream. De muziekstijl is dan al veranderd van Rhythm and blues naar psychedelische rock. In 1967 stonden ze in het voorprogramma in de Marquee Club voor Jimi Hendrix.
In 1967 sneuvelde de band. Banks en Squire traden toe tot Mabel Greer’s Toyshop, dat omgedoopt werd tot Yes. Nardelli en Jackman probeerden de band voort te zetten met gastmusici Tony Kaye en David O'List. Pogingen daartoe verschenen voor zover ze nog terug te vinden waren op het verzamelalbum Original syn (2004). Ondanks de breuk zouden Squire en Jackman af en toe nog samenwerking zoals bij Squires soloalbum Fish Out Of Water en Yes-album Tormato.  

## Reünies
In 2003 kwam er langzaam aan een reünie tot stand. Nardelli, Adelman en Banks kwamen bij elkaar. Jackman overleed in de periode. The Syn schakelden Gerard Johnson, John Wetton en Steve Gee (van Landmarq) in. Banks en Wetton vielen al snel weer af. Nardelli vroeg of Squire zin had om The Syn te helpen met hun nieuwe album. Als in 2005 het album Syndestructible verschijnt bestaat de band uit Steve Nardelli (zang), Paul Stacey (gitaar), Chris Squire (basgitaar), Gerard Johnson  (toetsen) en Jeremy Stacey (drums). Deze samenstelling hield geen stand. Een concert in 2005 met White en Steve Howe werd geannuleerd en de Staceys werden vervangen door Francis Dunnery (van It Bites) en Gary Husband. In 2006 zijn die twee ook alweer weg. Shane Theriot en Alan White zaten toen in de gelederen. Al snel daarna stapte Squire op. Er kwam wel een groepsalbum Armistice Day, maar de groep bestond in wezen niet meer. Squire ried zelf eenieder af het album aan te schaffen. Squire bleef ondertussen werken met Johnson en Jeremy Stacey. Delen van die samenwerking zijn terug te vinden op A life within a day van Squackett. 
Nardelli ging onverdroten verder met The Syn en kwam in 2007 met een nieuwe samenstelling. Francis Dunnery is terug, overige leden zijn dan Tom Brislin, Brett Kull en Paul Ramsey, die laatste twee waren afkomstig uit Echolyn. Er werd wat muziek opgenomen en een tournee werd gestart, maar onder andere door slechte organisatie werd die na zes optredens geannuleerd. Nardelli mocht van de Britse overheid een ecostad op/inrichten. Eind 2009 bestond The Syn alleen nog uit Nardelli. In 2010 ging hij een samenwerking aan met Moon Safari, een Zweedse muziekgroep. In hun thuishaven Skellefteå begonnen de opnamen. De uitgave van Trustworks werd echter keer op keer uitgesteld. Uiteindelijk lag het album pas in voorjaar 2016 in de winkel.

## Discografie
- Original Syn
- Syndestructible
- Armistice Day
- Big Sky
- The Syn Live Rosfest
- Trustworks